# 32 Orionis
32 Orionis é uma estrela na direção da Orion. Possui uma ascensão reta de 05h 30m 47.05s e uma declinação de +05° 56′ 53.6″. Sua magnitude aparente é igual a 4.20. Considerando sua distância de 288 anos-luz em relação à Terra, sua magnitude absoluta é igual a -2.80. Pertence à classe espectral B5V.